# Hartmut Neumann
Hartmut Neumann (* 1954 in Delmenhorst) ist ein deutscher Maler, Plastiker und Fotograf.

## Leben und Wirken
Hartmut Neumann studierte von 1976 bis 1980 Malerei und Grafik an der Hochschule für Künste Bremen bei Rolf Thiele. Ab 1992 war er Professor an der Hochschule für Bildende Künste Braunschweig. 2022 wurde er emeritiert.
Hartmut Neumann ist Mitglied im Deutschen Künstlerbund und war von 2000 bis 2002 Vorstandsmitglied. Er lebt in Köln und Braunschweig.

## Auszeichnungen
- 1981: Preisträger „Forum Junger Kunst“
- 1983: Kunstpreis junger westen
- 1983/1984: Stipendium Cité Internationale des Arts Paris
- 1985/1986: Stipendium Deutsche Akademie Rom Villa Massimo
- 1988: Kunstpreis des Deutschen Künstlerbundes

## Ausstellungen
Einzelausstellungen
- 1982: Galerie Poll, Berlin
- 1983: Galerie in der Böttcherstraße, Bremen (mit Thomas Hartmann und Karl Manfred Rennertz)
- 1984: Galerie Poll, Berlin
- 1985: Galerie Kö 24, Hannover
- 1985: Haneburg, Leer
- 1985: Gerhard-Marcks-Haus, Bremen (Linolschnitte), Katalog ISBN 3-924412-05-7
- 1985: Städtische Galerie Delmenhorst
- 1986: Galerie Kö 24, Hannover (Linolschnitte)
- 1987: Gesellschaft für Aktuelle Kunst, Bremen
- 1987: Ludwig Forum für Internationale Kunst, Aachen
- 1987: Galerie Der Spiegel, Köln
- 1987: Schloss Borbeck, Essen (mit Ingrid Roschek)
- 1988: Galerie Kö 24, Hannover
- 1988: Nordkunst, Groningen (mit Ursula Kirsch)
- 1989: Galerie Der Spiegel, Köln
- 1989: Städtische Galerie Delmenhorst
- 1991: Kunstmuseum Düsseldorf (mit Michael Morgner)
- 1992: „Hartmut Neumann’s Tierleben“, Kunsthalle Recklinghausen, Landesmuseum Oldenburg, Mannheimer Kunstverein, Katalog ISBN 3-929040-01-8
- 1993: Galerie Kö 24, Hannover
- 1994: Otto-Nagel-Galerie, Kunstamt Wedding, Berlin
- 1994: Gerhard-Marcks-Haus, Bremen (Plastiken)
- 1994: Galerie Der Spiegel, Köln
- 1995: Galerie Eewal, Amersfoort
- 1996: Künstlerhaus Göttingen
- 1996: IG Metall Galerie, Frankfurt
- 1997: „Hartmut Neumann, Linolplatten“, Städtische Galerie Delmenhorst, Städtische Galerie Bietigheim-Bissingen, Katalog ISBN 3-927877-24-7
- 1998: Gesellschaft der Freunde junger Kunst Baden-Baden
- 1998: Städtische Galerie im Buntentor, Bremen
- 1998: Galerie Simon/Kö 24, Hannover (mit Joachim Kettel)
- 1998: Friedrich-Ebert-Stiftung, Bonn (Linolplatten)
- 1998: „Weltlandschaften: Pflanzen, Gewässer, Tiere, Berge und Farbe“, Ludwig Forum für Internationale Kunst, Aachen, Katalog ISBN 3-929292-20-3
- 1999: Galerie Der Spiegel, Köln
- 2000: Von der Heydt-Museum, Wuppertal
- 2003: „künstlich – natürlich“, Städtische Galerie Delmenhorst, Katalog ISBN 3-88375-712-8
- 2003: „Tierlandschaften“, Herzog Anton Ulrich-Museum, Braunschweig
- 2004: „Tiergärten“, Württembergischer Kunstverein Stuttgart, Museum Bochum, Katalog ISBN 3-87507-009-7
- 2005: „Drei Säulen eines unbekannten Gebäudes“, Galerie Beim Steinernen Kreuz, Bremen (mit Thomas Hartmann und Norbert Schwontkowski)
- 2010: „Licht, Dunkelheit: mittendrin Höhlen, Nester, Kränze und viele Löcher“, Galerie der Hochschule für Bildende Künste Braunschweig, Katalog ISBN 978-3-88895-073-5
- 2011: „Album der Tiere: 1995–2010“, Herz- und Diabeteszentrum Nordrhein-Westfalen, Bad Oeynhausen, Katalog ISBN 978-3-86206-110-5

Gruppenausstellungen
- 1982: XII. Biennale de Paris
- 1983: Auswahl der Biennale de Paris, Sara Hildén Art Museum Tampere, Kunstnernes Hus Oslo
- 1983: 31. Künstlerbundausstellung, Berlin
- 1984: „Newer Expressions“, M. Desson Gallery, Chicago
- 1984: „Kunstlandschaft Bundesrepublik“, Von der Heydt-Museum, Wuppertal
- 1984: 32. Künstlerbundausstellung, Frankfurt
- 1985: „Das Selbstporträt im Zeitalter der Photographie“, Württembergischer Kunstverein Stuttgart
- 1985: „Treppen“, Gesellschaft für Aktuelle Kunst, Bremen
- 1986: Deutsche Akademie Rom Villa Massimo
- 1986: „I Ragazzi Terribili“, Syrakus
- 1986: „Grafik von Beuys bis Stella“, Kupferstichkabinett Berlin
- 1987: „Primavista“, Roemer- und Pelizaeus-Museum Hildesheim, Hildesheim
- 1987: „Köpfe“, Städtische Galerie Nordhorn
- 1987: 35. Künstlerbundausstellung, Bremen
- 1987: „Gestaltbilder“, Goethe-Institut Athen und Thessaloniki
- 1988: „Deutsche Kunst heute“, Brüssel
- 1988: „Deutsche Druckgrafik“, Musée de Gravelines
- 1988: „Mit Messer und Eisen …“, Schloss Morsbroich, Leverkusen
- 1988: 36. Künstlerbundausstellung, Stuttgart
- 1989: Biennale Ljubljana
- 1989: „40 Jahre Kunst in der BRD“, Schloss Oberhausen, Berlin
- 1989: „Linolschitt heute“, Städtische Galerie Bietigheim-Bissingen
- 1990: „Kunstminen. Neuerwerbungen zeitgenössischer Kunst 1978–1990“, Kunstmuseum Düsseldorf
- 1990: „Malerei 90“, Kunsthalle Recklinghausen
- 1991: VII. Triennale-India 1991, Lalit Kala Akademi, Neu-Delhi
- 1992: „Nordbild“, Drents Museum, Assen
- 1993: 8. Nationale der Zeichnung, Augsburger Zeughaus
- 1994: Grafik der Gegenwart, Rheinisches Landesmuseum Bonn
- 1995: „DIN A 4“, Kunstverein Recklinghausen
- 1995: „Die Geschichte des Linolschnitts“, Städtische Galerie Bietigheim-Bissingen, Städtische Galerie Delmenhorst, Kunstkreis Hameln, Kunstverein Herford
- 1996: „Happy End“, Kunsthalle Düsseldorf
- 1997: „Augenzeugen“, Sammlung Hanck, Kunstmuseum Düsseldorf
- 1997: „Auf den Hund gekommen“, Kunsthalle Recklinghausen
- 1997: „Bleistiftzeichnungen“, Galerie Der Spiegel, Köln
- 1998: „Landschaft“, Galerie Der Spiegel, Köln
- 1998: „The critic laughs – Die Künstler auch“, Galerie Der Spiegel, Köln
- 1998: „Einblicke IV“, Schloss Morsbroich, Leverkusen
- 1999: „Unschärferelation“, Kunstverein Freiburg
- 1999: „Auf Papier“, Stadtarsenal, Warschau
- 1999: „Tierische Welten“, Darmstädter Sezession, Mathildenhöhe
- 2000: „Unschärferelation“, Stadtgalerie Saarbrücken